# 揚·克里斯蒂安
揚·克里斯蒂安（波蘭語：Jan Chrystian，1591年8月28日—1639年12月25日），布熱格公爵，約阿希姆·腓特烈之子，1602年至1633年在位。

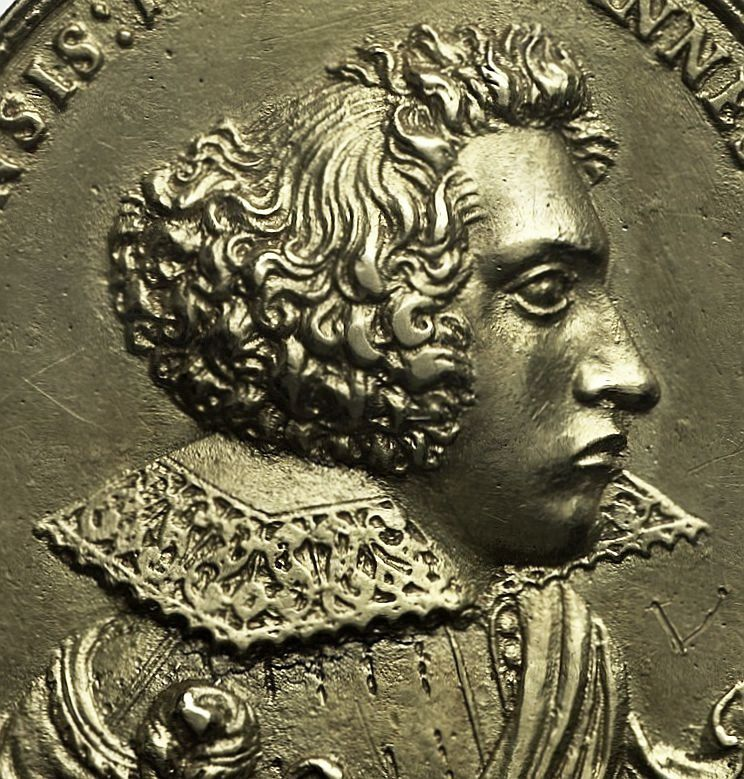

## 家庭
1610年，揚·克里斯蒂安與布蘭登堡選侯約翰·格奧爾格的女兒多蘿西亞·希比爾結婚，兩人共有3子2女：
1. 傑日三世（1611年—1664年）
2. 路德維克（英语：Louis IV of Legnica）（1616年—1663年）
3. 克里斯蒂安（1618年—1672年）
4. 瑪格莎塔（1620年—1657年）
5. 瑪格達列娜（1624年—1660年）